# Quetzal brillant
Pharomachrus fulgidus
Espèce
Statut de conservation UICN

 LC  : Préoccupation mineure
Le Quetzal brillant (Pharomachrus fulgidus) est une espèce d'oiseau de la famille des Trogonidae.

## Sous-espèces
D'après Alan P. Peterson, il existe deux sous-espèces :
- Pharomachrus fulgidus festatus  Bangs, 1899 : Sierra Nevada de Santa Marta
- Pharomachrus fulgidus fulgidus  (Gould, 1838) : cordillère de la Costa (Venezuela)